# Thea Piwetz
Thea Piwetz (ur. 25 stycznia 1897) – austriacka lekkoatletka, kulomiotka.
W 1920, 1921 i 1922 triumfowała w mistrzostwach Austrii w pchnięciu kulą (o wadze 5 kg).